# Schronisko „Rudolfsheim”

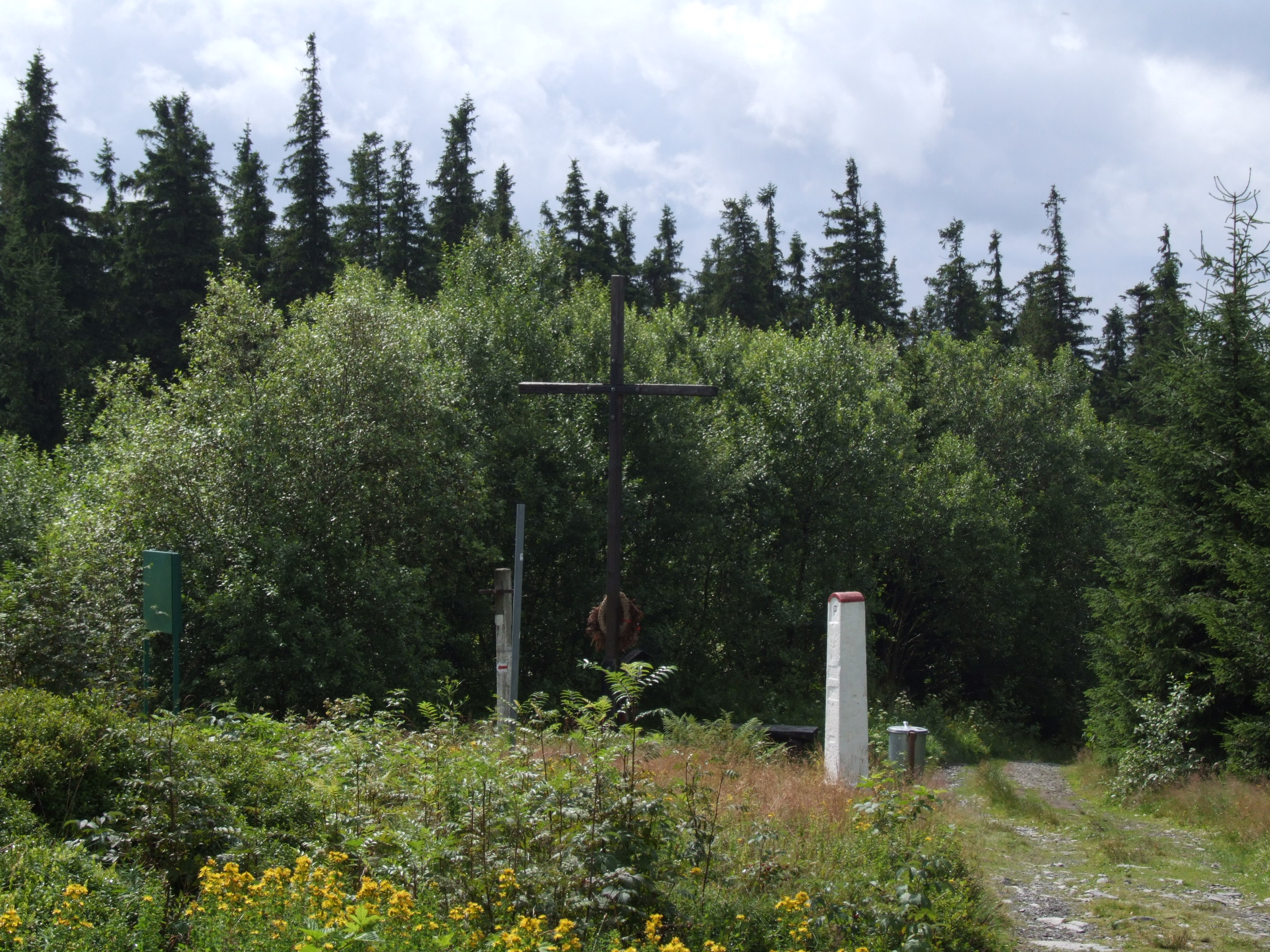
Miejsce, w którym stało schronisko – w lesie za słupkiem granicznym (obecnie polsko-czeskim, dawniej oddzielającym ziemie dwóch biskupstw)

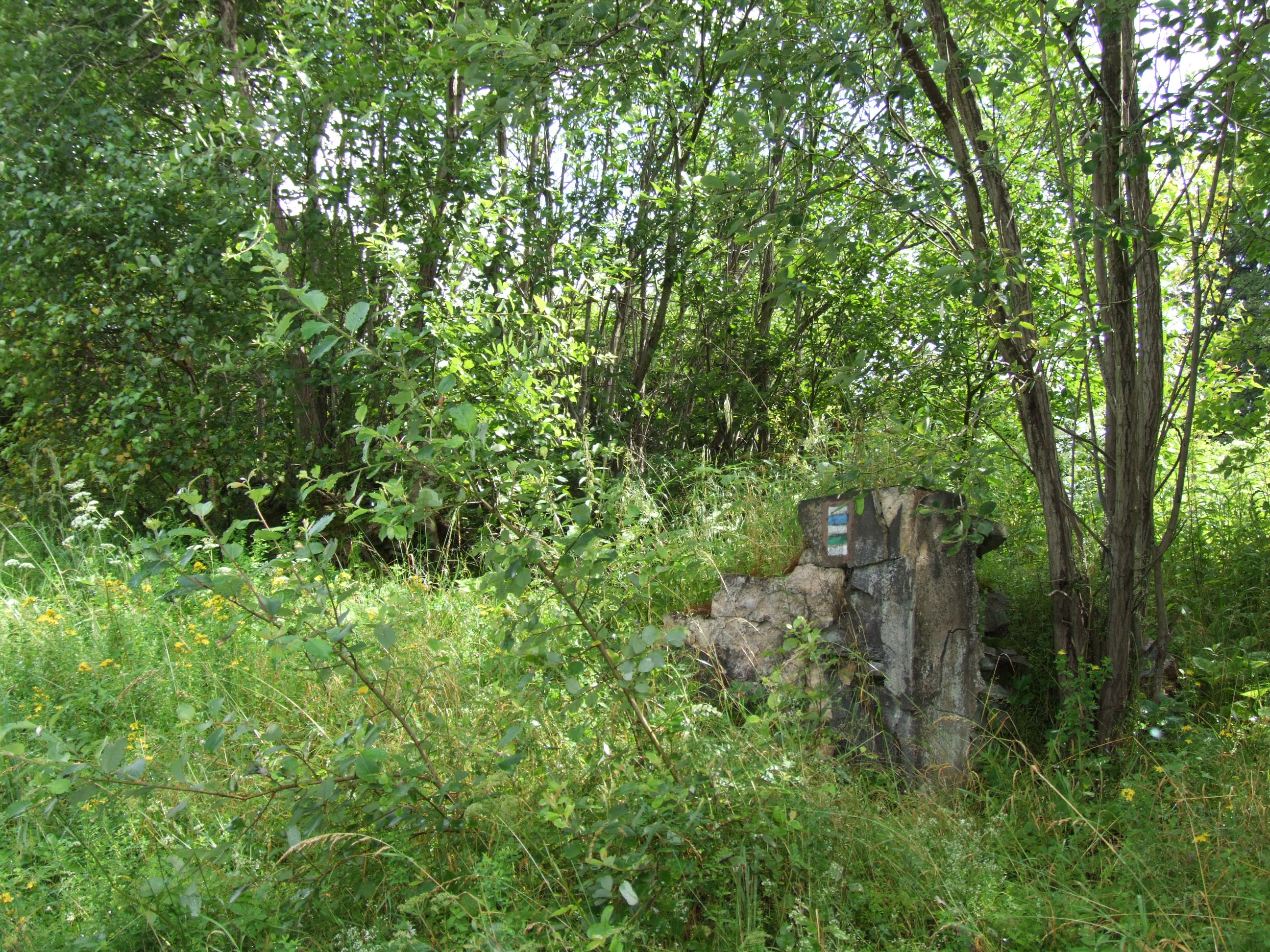
Pozostałości fundamentów schroniska

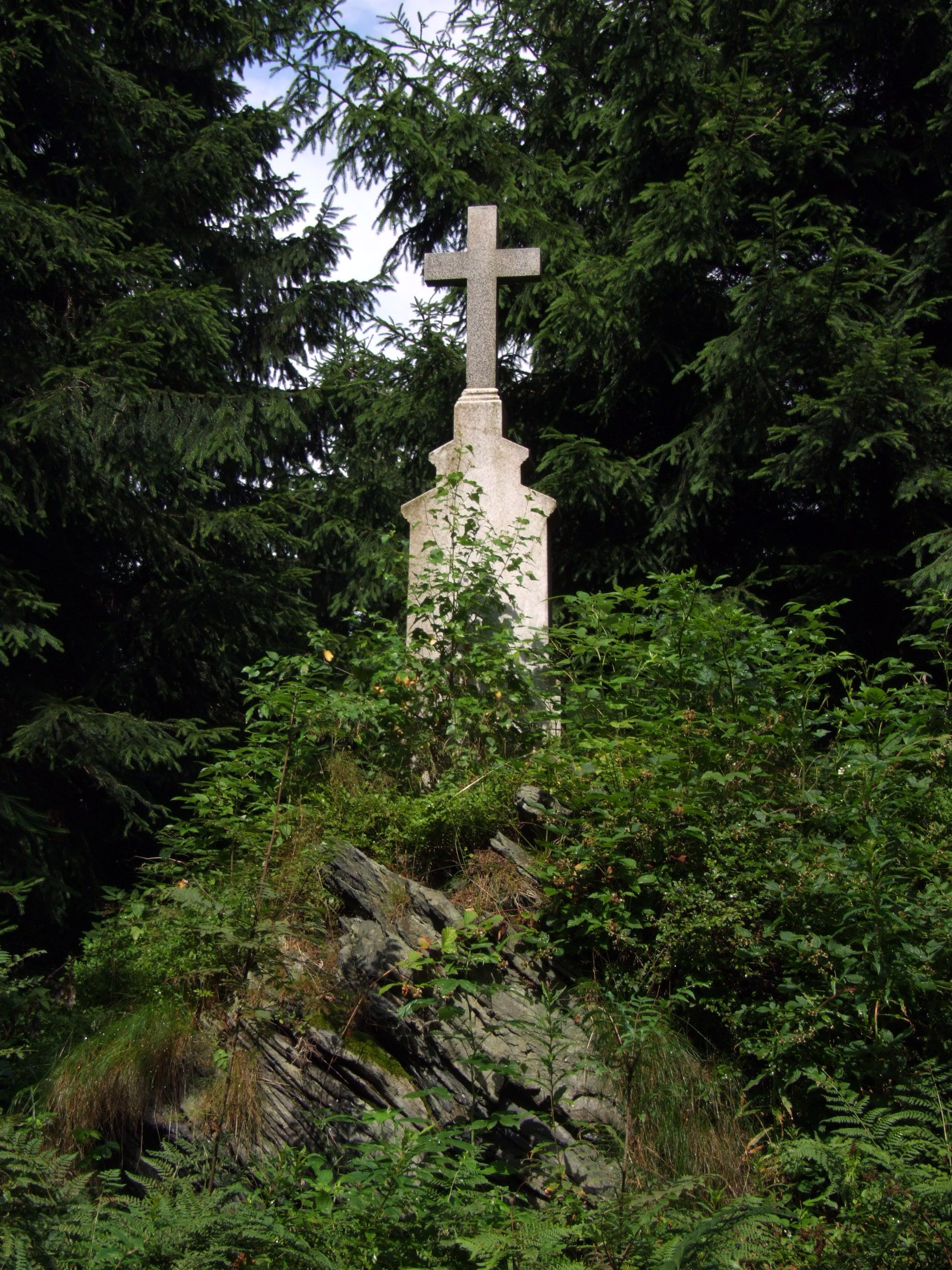
Krzyż dziękczynny z 1925

Schronisko Rudolfsheim to nieistniejący obiekt, położony w przeszłości w Górach Opawskich, niedaleko Biskupiej Kopy, po czeskiej stronie.
Schronisko turystyczne powstał po wybudowaniu wieży widokowej na Biskupiej Kopie. Przybywający tam turyści nie mieli możliwości zjedzenia posiłku, ani przenocowania, więc sołtys wsi Petrovice, Franz Rudolf, po uzyskaniu stosownych zezwoleń od starostwa w Karniowie, w 1892 postawił niewielką drewnianą chatę, położoną 300 metrów od wieży od i niecałe 50 od granicy z Niemcami.
W następnym roku wybudował nowy obiekt – składający się z podmurówki i stojącej na niej drewnianego budynku. Było to 6 schronisko w tym rejonie. Na parterze były dwie sale oraz kuchnia, a na piętrze kolejne 2 pokoje gościnne. W sumie mogło w nim nocować 10 gości (kłopoty pojawiały się, kiedy zostać na noc zapragnęły kobiety – w tym okresie skrupulatnie przestrzegano segregacji płci podczas noclegów; w tamtym okresie jednak panie pojawiały się na szlakach rzadko).
W 1896 dokonano kolejnej rozbudowy – liczba łóżek zwiększyła się do 14, a przy budynku powstała oszklona weranda. W schronisku znalazło się też miejsce dla stróża wieży widokowej. W jadalni wisiały dwa portrety – cesarza austriackiego oraz cesarza niemieckiego. Obiekt przyjął nazwę Berghotel „Rudolfsheim”, od nazwiska gospodarza, który słynął z niecodziennych pożegnań gości – ubrany w turecki fez strzelał na wiwat z pistoletu.
Schronisko było prywatne, ale Franz Rudolf ściśle współpracował z Morawsko-Śląskim Sudeckim Towarzystwem Górskim (MSSGV), które pomagało w wyposażaniu wnętrz i promocji, w zamian jego członkowie mieli w budynku zniżki. W 1905 nowy właściciel, Alois Rudolf wydzierżawił pobliską wieżę widokową – pobierał opłaty za wstęp i opiekował się nią. W schronisku serwowano ciepłe i zimne posiłki, wina austriackie, tyrolskie i węgierskie oraz różne upominki i pamiątki turystyczne. Od 1908 działał telefon.
Po niższej frekwencji podczas I wojny światowej w okresie międzywojennym schronisko przeżywało czas największego rozkwitu. Pobliskie Zlaté Hory obchodziły w 1924 700-lecie istnienia i wówczas miasto odwiedziło ponad 100 tysięcy ludzi, z których wielu zawitało również na Biskupią Kopę i do schroniska. Zyski Rudolfa były tak duże, że w 1925 postawił on niedaleko budynku krzyż dziękczynny, a dwa lata później ponownie rozbudował schronisko – urządzono w nim 18 nowych pokoi.
II wojna światowa przyniosła spadek liczby odwiedzających, ale budynek przyjmował turystów nadal. Po 1945, jako mienie poniemieckie, został przejęty przez państwo i przekazany jako dom wczasowy Zakładom Jedwabniczym ze Zlatych Hor. Zakład jednak w ogóle budynkiem się nie interesował – rozkradany przez złodziei został w 1954 rozebrany w wyniku obowiązujących w komunistycznej Czechosłowacji przepisów, nakazujących rozbiórkę obiektów w pasie granicznym.
Dzisiaj można oglądać jego fundamenty i piwnice, a także stary znak graniczny, widoczny na starych pocztówkach (wysoki kamienny słupek), rozgraniczający w przeszłości posiadłości biskupstw wrocławskiego i ołomunieckiego. Zachował się również krzyż dziękczynny z 1925 oraz resztki zbiorników wodnych poniżej masztu radiowego.